# François Ernest Fournier
Pour les articles homonymes, voir François Fournier et Fournier.
 François Ernest Fournier, né le 23 mai 1842 à Toulouse et mort le 6 novembre 1934 à Paris, est un vice-amiral français, grand-croix de la Légion d'honneur et médaillé militaire. 
Il entre dans la Marine en 1859. En 1870, lors de la guerre franco-prussienne, il commande une compagnie de marins et prend part aux combats de Villiers et du fort de Rosny. Il est blessé lors de celui du Bourget. Il commande le fort de La Brèche pendant la répression de la Commune.
Lors de son commandement de l'escadre de la Méditerranée de 1898 à 1900 et des grandes manœuvres navales de 1906-1907, il met sa marque sur le cuirassé Brennus.

## Carrière
Il entra en 1859 dans la Marine, fit une longue navigation en Extrême-Orient : lors de la campagne de Cochinchine avec l'amiral Roze lors de expédition française en Corée ; s'est distingué lors du combat de Co-Cong en 1863 et celui de Kang-Hoa en 1866.
- 1878, canonnière Lynx de la division d'Extrême-Orient et séjourne longuement en Chine ;
- 1883, croiseur Volta en Extrême-Orient lors de la guerre franco-chinoise ;
- 1885, Thétis ;
- 1888, président de la Commission des pilotes ;
- 1888, cuirassé Trident ;
- 1891, contre-amiral ;
- juin 1893, major général à Cherbourg ;
- mars 1894, sur le Duquesne, commandant de la division navale de l'Atlantique, il intervint au Brésil et en Haïti ;
- 1895, commandant la Marine en Algérie ;
- 1896, membre du Conseil des travaux ;
- 16 septembre 1897, vice-amiral ;
- septembre 1897, préfet maritime à Brest ;
- octobre 1898, sur le Brennus et commandant de l'escadre de Méditerranée ;
- 1902, inspecteur général permanent des défenses mobiles ;
- 1903, membre du Conseil supérieur de la Marine, membre du bureau des Longitudes, président du conseil permanent de perfectionnement des écoles de Marine ;
- 1905-1906, dirige les grandes manœuvres navales de sur le Brennus ;
- 1907, quitte le service actif en mai 1907.
Il repose dans la crypte des gouverneurs à Saint-Louis des Invalides ;
- Au moment de son décès, survenu le 6 novembre 1934, l'amiral occupait un poste d'administrateur au sein du conseil d'administration de la société Le Matériel Téléphonique L.M.T.[2].

## Décorations
- Médaille militaire (1907)
- Grand-croix de la Légion d'honneur (1905)[3].

## Hommage
- Une rue de Neuilly-sur-Seine (Hauts-de-Seine) porte son nom.

## Sources
1. ↑  Société des membres de la Légion d'honneur Finistère Nord.
2. ↑  Revue LMT n°1-8e année, janvier 1935.
3. ↑  Dossier de la Légion d'honneur.